# K4 (album)
K4 is het 150ste stripverhaal van De Kiekeboes. Dit album voor de reeks van Merho werd door striptekenaar Thomas Du Caju getekend, digitale inkt door Jos Vanspauwen. K4 werd gepubliceerd in januari 2018.

## Verhaal
Merho is op cruise omdat hij 150 verhalen voor De Kiekeboes heeft gezorgd. Fanny belt hem op en zegt dat hij nog maar 149 albums getekend heeft omdat het verhaal nog maar net begonnen is. Merho zegt dan dat hij voor De Wollebollen al De Vloek Van Mac B heeft getekend. Ze vinden het verhaal in een map waar K4 op staat. 
K4 waren Kiekeboes die dicht tegen De Kiekeboes aanleunen, maar er nog niet helemaal zijn. Ze nemen het verhaal over maar halverwege verliezen ze hun kleur en dan ook nog hun inktlijn. En dan krijgt bijna de hele cast een uitnodiging van de uitgeverij dat ze een reisje naar Noorwegen krijgen ter ere van het 150ste verhaal. De uitnodiging is echter niet van de uitgeverij, maar van iemand anders.